# I'll Stand by You
Singles de The Pretenders
I'm Not in Love
(1993) Night in My Veins
(1994)
I'll Stand by You est une chanson enregistrée en 1994 par The Pretenders extraite de leur sixième album studio, Last of the Independents. Elle est écrite par Chrissie Hynde en collaboration avec Tom Kelly et Billy Steinberg.  
I'll Stand by You est une power ballad qui devient un hit international.
Elle a été plusieurs fois reprise avec succès, notamment par le groupe féminin britannique Girls Aloud comme single officiel du téléthon britannique Children in Need en 2004 (no 1 au Royaume-Uni) et par la chanteuse américaine Carrie Underwood pour la campagne caritative Idol Gives Back en 2007 (6e au Billboard Hot 100).
Parmi les artistes qui l'ont interprétée figurent aussi Shakira, accompagnée par The Roots, sur l'album caritatif Hope for Haiti Now en 2010, Shirley Bassey, Patti Labelle, Rod Stewart, Kim Wilde, Pia Toscano pendant la saison 10 de American Idol, ou Julie Pietri qui l'a adaptée en français sous le titre Je pense à nous.
Elle sera reprise dans la saison 1 de la série Glee par Cory Monteith (Finn) et également dans la saison 5 en hommage à Cory Monteith, décédé le 13 juillet 2013.
On retrouve également la chanson dans les génériques d'ouverture et de fin des longs métrages Le Cœur des hommes.

## Classement version originale
| Classement (1994)                      | Meilleure position |
| -------------------------------------- | ------------------ |
| Allemagne (Media Control AG)           | 58                 |
| Australie (ARIA)                       | 8                  |
| Belgique (Flandre Ultratop 50 Singles) | 7                  |
| Canada (100 Singles)                   | 12                 |
| États-Unis (Billboard Hot 100)         | 16                 |
| France (SNEP)                          | 29                 |
| Irlande (IRMA)                         | 22                 |
| Nouvelle-Zélande (RMNZ)                | 20                 |
| Pays-Bas (Nederlandse Top 40)          | 29                 |
| Royaume-Uni (UK Singles Chart)         | 10                 |
| Suède (Sverigetopplistan)              | 21                 |